# Lichenopora discoplanata
Lichenopora discoplanata is een mosdiertjessoort uit de familie van de Lichenoporidae. De wetenschappelijke naam van de soort is voor het eerst geldig gepubliceerd in 1939 door Neviani.